# Дедовка (приток Большого Мыя)
Дедовка — река в России, протекает в Гайнском районе Пермского края. Устье реки находится в 1,3 км по правому берегу реки Большой Мый. Длина реки составляет 12 км.

## Данные водного реестра
По данным государственного водного реестра России относится к Камскому бассейновому округу, водохозяйственный участок реки — Кама от истока до водомерного поста у села Бондюг, речной подбассейн реки — бассейны притоков Камы до впадения Белой. Речной бассейн реки — Кама.
Код объекта в государственном водном реестре — 10010100112111100001747.